# Мурасаки Шикибу
Мурасаки Шикибу (јап. 紫式部; око 973 — 1014. или 1025) је била списатељица, песникиња и почасна дворска дама царског двора у Јапану, током периода Хејан. Њено право име је данас непознато, мада постоје претпоставке да би могло бити Фуџивара Такако. Њен дневник сведочи да је надимак Мурасаки добила на двору, по лику из дела „Прича о Генџију“. Шикибу вероватно потиче од назива функције њеног оца на царском двору (Шикибу-шо).

## Биографија
Рођена је 973. године у Кјоту, у породици која је припадала нижем племству северног огранка моћног клана Фуџивара. Њена мајка је умрла док је она још била дете. Одрасла је уз оца (Фуџивара Таметоки), што је било веома неуобичајено у то време. Наиме, током периода Хејан периода, брачни парови су живели одвојено, а деца су одрастала у породици мајке. И њено образовање је било неуобичајено за то доба: њен отац (официр на царском двору) јој је пружио образовање које је у то доба било резервисано искључиво за мушкарце. Наиме, младићи су се едуковали на кинеском језику (званичном језику царског двора), а девојке су училе кана (јапанско писмо) и бавиле се поезијом. Њен отац је ценио њену интелигенцију и способности, али је жалио што је рођена као женско.
Удала се у својим раним двадесетим. Имала је једно дете. Била је пратиља принцезе Акико на царском двору. Умрла је 1014. године (постоји запис о изненадном доласку њеног оца са двора у Кјото, али се не зна разлог) или у периоду између 1025. и 1031. године (тада би била у својим педесетим годинама, што је у то доба била пристојна старост).

### Младост
Мурасаки Шикибу је рођен око 973. године у Хејан-кјо, Јапан, у северном клану Фуџивара који потиче од Фуџивара но Јошифуса, првог регента Фуџивара из 9. века. Клан Фуџивара је доминирао дворском политиком до краја 11. века кроз стратешке бракове њихових ћерки у царску породицу и коришћење регенства. Крајем 10. века и почетком 11. века, Мичинага, такозвани Мидо Кампаку, уговорио је своје четири ћерке у бракове са царевима, дајући му моћ без преседана. Мурасакијев прадеда, Фуџивара но Канесуке, био је у највишем слоју аристократије, али је њен огранак породице постепено губио власт и до времена Мурасакијевог рођења био је у средњем и нижем рангу Хејанске аристократије – на нивоу гувернера покрајина. Нижи рангови племства су обично били удаљени са двора на непожељне положаје у провинцијама, прогнани из централизоване власти и двора у Кјоту.
Упркос губитку статуса, породица је имала репутацију међу интелектуалцима преко Мурасакијевог прадеде и деде по оцу, од којих су обојица били познати песници. Њен прадеда, Фуџивара но Канесуке, имао је 56 песама укључених у 13 од двадесет и једне царске антологије, Збирке тридесет и шест песника и Јамато моногатари (Приче о Јамату). Њен прадеда и деда су били пријатељи са Ки но Цурајукијем, који је постао познат по популаризацији стихова написаних на јапанском. Њен отац, Фуџивара но Таметоки, похађао је Државну академију (Дајгаку-рјо) и постао угледни научник кинеских класика и поезије; његов сопствени стих је антологизован. Ушао је у јавну службу око 968. као мањи службеник и добио је гувернературу 996. године, остајући у служби до око 1018. године. Мурасакијева мајка је била пореклом из исте гране северне Фуџиваре као и Таметоки. Пар је имао троје деце, сина и две ћерке.
У хеиан ери употреба имена, уколико су била забележена, није следила савремени образац. Дворска дама, као што је била позната по називу свог положаја, ако га има, узимала је име које се односи на чин или титулу мушког рођака. Дакле, „Шикибу” није модерно презиме, већ се односи на Шикибу-шо, Министарство церемонијала у коме је Мурасакијев отац био функционер. „Мурасаки“, додатно име које је вероватно изведено из љубичасте боје повезане са глицинијом, што значи реч фуџи (елемент имена њеног клана), можда јој је додељено на двору у односу на име које је она сама дала главном женском лику у „Генџију”. Мичинага помиње имена неколико дворских дама у запису из 1007. године; једна, Фуџивара но Такако (Кјоши), можда је Мурасакијево лично име.
У Јапану из хеианског доба, мужеви и жене су водили одвојена домаћинства; деца су одгајана са својим мајкама, иако се и даље поштовао патрилинеарни систем. Мурасаки је била неконвенционална јер је живела у очевом домаћинству, највероватније у улици Терамачи у Кјоту, са својим млађим братом Нобуноријем. Мајка им је умрла, можда на порођају, када су били сасвим млади. Мурасаки је имала најмање троје полубраће и сестара одгајаних са својим мајкама; била је веома блиска са једном сестром која је умрла у својим двадесетим.
Мурасаки је рођена у периоду када је Јапан постајао све изолованији, након што су мисије у Кини окончане и када се појавила јача национална култура. У 9. и 10. веку, јапански је постепено постао писани језик кроз развој кане, слоговног писма заснованог на скраћеницама кинеских знакова. Током Мурасакијевог живота, мушкарци су наставили да пишу формално на кинеском, али је кана постала писани језик интимности и племкиња, постављајући темеље за јединствене облике јапанске књижевности.
Мурасакијевом брату је кинески предаван као припрема за каријеру у влади, а током детињства, живећи у очевом домаћинству, она је научила и овладала класичним кинеским. У свом дневнику написала је: „Када је мој брат... био дечак који је учио кинеске класике, имала сам навику да га слушам и постала сам необично вешта у разумевању оних одломака које му је било превише тешко да разуме и запамти. Отац, најученији човек, увек се кајао због те чињенице: 'Само моја срећа', рекао би, 'Штета што није рођена као мушко!" Са братом је учила кинеску књижевност, а вероватно је такође добила инструкције у традиционалнијим предметима као што су музика, калиграфија и јапанска поезија. Мурасакијево образовање је било неортодоксно. Луис Перез објашњава у Историји Јапана да се „за жене... сматрало да нису способне за праву интелигенцију и да стога нису биле образоване на кинеском језику.“ Мурасаки је био свестан да је други виде као „претенциозну, незгодну, којој је тешко приступити, бодљикаву, превише наклоњена њеним причама, охолу, склону верификовању, свадљиву и презриву“. Научник азијске књижевности Томас Инге верује да је имала „снажну личност која је ретко освајала њене пријатеље.“

## Галерија
- У Причи о Генџију, Мурасаки је описао дворски живот, како је то приказано у овој спољашњој сцени под називом „Краљевски излет“, са краја 16. века, коју је направио Тоса Мицујоши.
- Хирошиге ukiyo-e отисак (1852) приказује сцену унутрашњег суда из Приче о Генџију.
- На овом дрворезу из 1795. Мурасаки је приказан у разговору са пет мушких дворских песника.
- Мурасаки Шикибу компонује Причу о Генџију, дело Јашиме Гакутеја (1786–1868).

## Дела
Приписују јој се три дела: „Прича о Генџију“, „Дневник Мурасаки Шикибу“ и „Збирка Мурасаки Шикибу“. Прво („Прича о Генџију“) је њено најпознатије дело. Написано је између 1000. и 1008. године и убраја се међу најстарије и најпознатије новеле у људској историји. Друга два дела су издата после њене смрти.